# Andrisc (escriptor)
Andrisc（en grec antic: Ἀνδρίσκος; en llatí: Andriscus) fou un escriptor grec de data incerta que se sap que va escriure una obra sobre Naxos, segons que diu Ateneu de Nàucratis.